# Туртур
Турту́р (фр. Tourtour) — коммуна на юго-востоке Франции, в кантоне Флейоск округа Драгиньян, департамент Вар, регион Прованс — Альпы — Лазурный берег. Входит в список «Самых красивых деревень Франции».
Площадь коммуны — 28,69 км², население — 533 человека (2006) с тенденцией к росту: 593 человека (2012), плотность населения — 21,0 чел/км².

## История
Территория нынешней коммуны была заселена ещё в эпоху неолита. Археологами обнаружено укрепление, относящееся к доримской эпохе.
В 973 году близ нынешнего Туртура граф Прованский Гильом I разгромил войско арабов-сарацин, освободив от их власти средиземноморское побережье Прованса. Нынешнее поселение Туртур появилось здесь в XI столетии, вокруг укреплённого замка, сохранившегося до наших дней.

## Географическое положение
Коммуна находится в 25 километрах на северо-запад от Драгиньяна, на отрогах горного массива Мор, на высоте в 625 метров над уровнем моря, и в 40 километрах от Вердомского ущелья. Расположение коммуны Туртур на высоком холме позволяет обозревать всё приморское пространство Прованса от Фрежюса на побережье и до гор Сен-Виктуар на западе. Входит в число Самых красивых деревень Франции.

## Население
Население коммуны в 2011 году составляло 583 человека, а в 2012 году — 593 человека.
| 1962 | 1968 | 1975 | 1982 | 1990 | 1999 | 2005 | 2006 | 2010 | 2011 | 2012 |
| ---- | ---- | ---- | ---- | ---- | ---- | ---- | ---- | ---- | ---- | ---- |
| 168  | 260  | 311  | 384  | 472  | 472  | 519  | 533  | 589  | 583  | 593  |

Динамика населения:

## Экономика
В 2010 году из 361 человек трудоспособного возраста (от 15 до 64 лет) 246 были экономически активными, 115 — неактивными (показатель активности 68,1 %, в 1999 году — 70,5 %). Из 246 активных трудоспособных жителей работали 202 человека (105 мужчин и 97 женщин), 44 числились безработными (17 мужчин и 27 женщин). Среди 115 трудоспособных неактивных граждан 13 были учениками либо студентами, 57 — пенсионерами, а ещё 45 — были неактивны в силу других причин.
На протяжении 2010 года в коммуне числилось 281 облагаемое налогом домохозяйство, в котором проживало 590,5 человек. При этом медиана доходов составила 17 895 евро на одного налогоплательщика.

## Достопримечательности
- Романская церковь Сен-Дени
- Палеонтологический музей
- Близ Туртура находится аббатство Ла-Тороне

В Туртуре жил и в 1999 году скончался художник-экспрессионист Бернар Бюффе.

## Фотогалерея

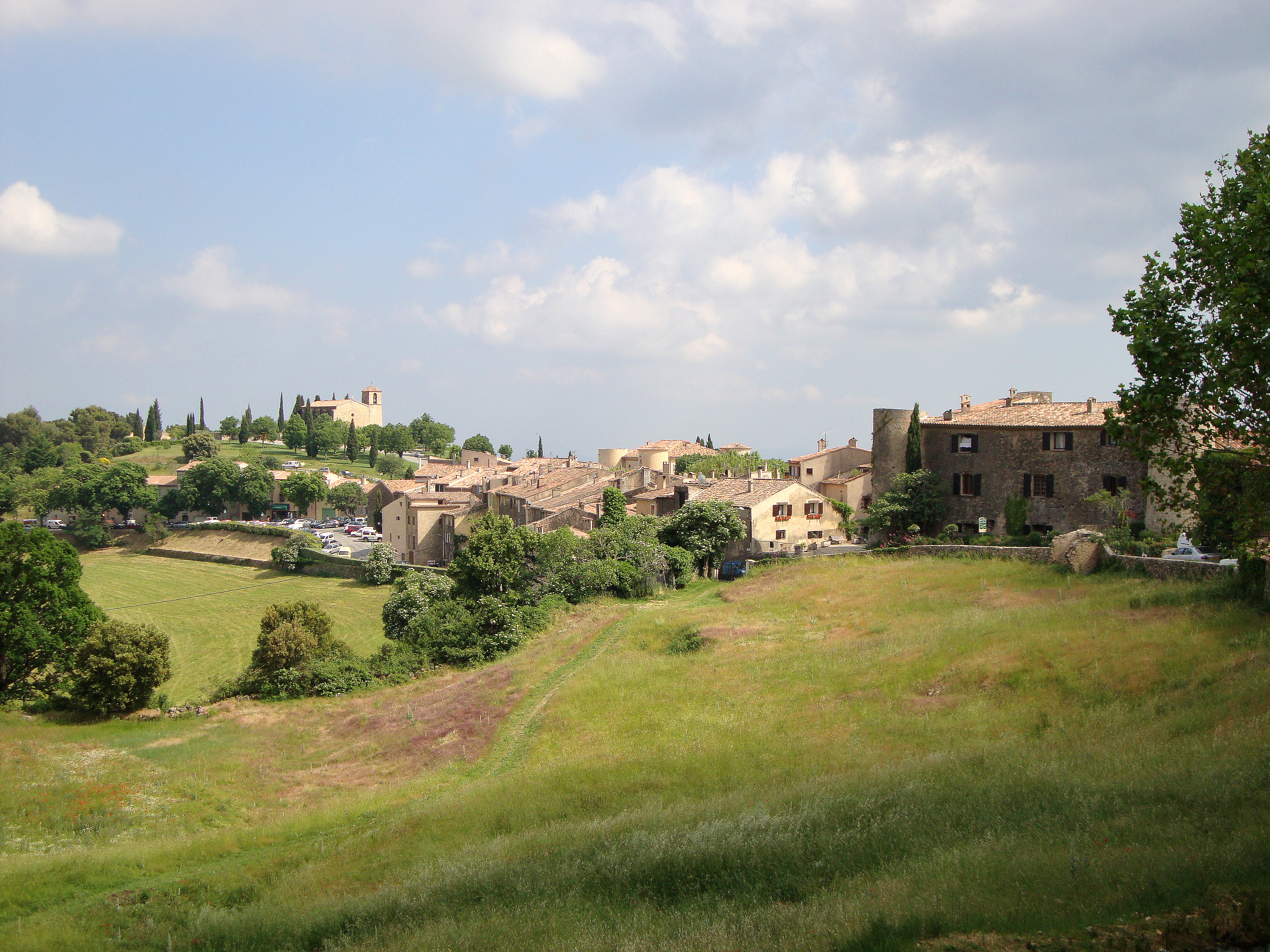
Панорама Туртура
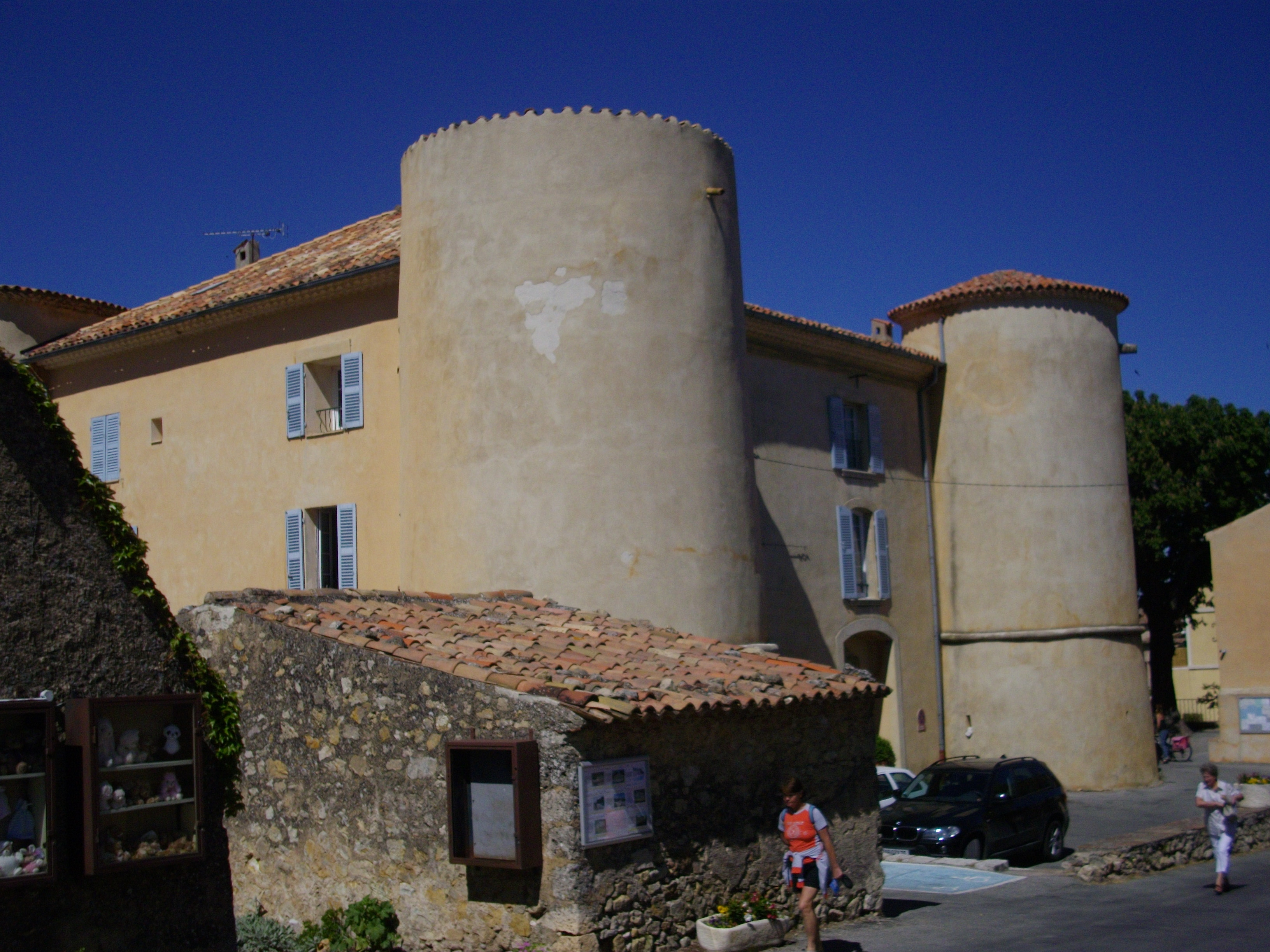
Шато — мэрия Туртура
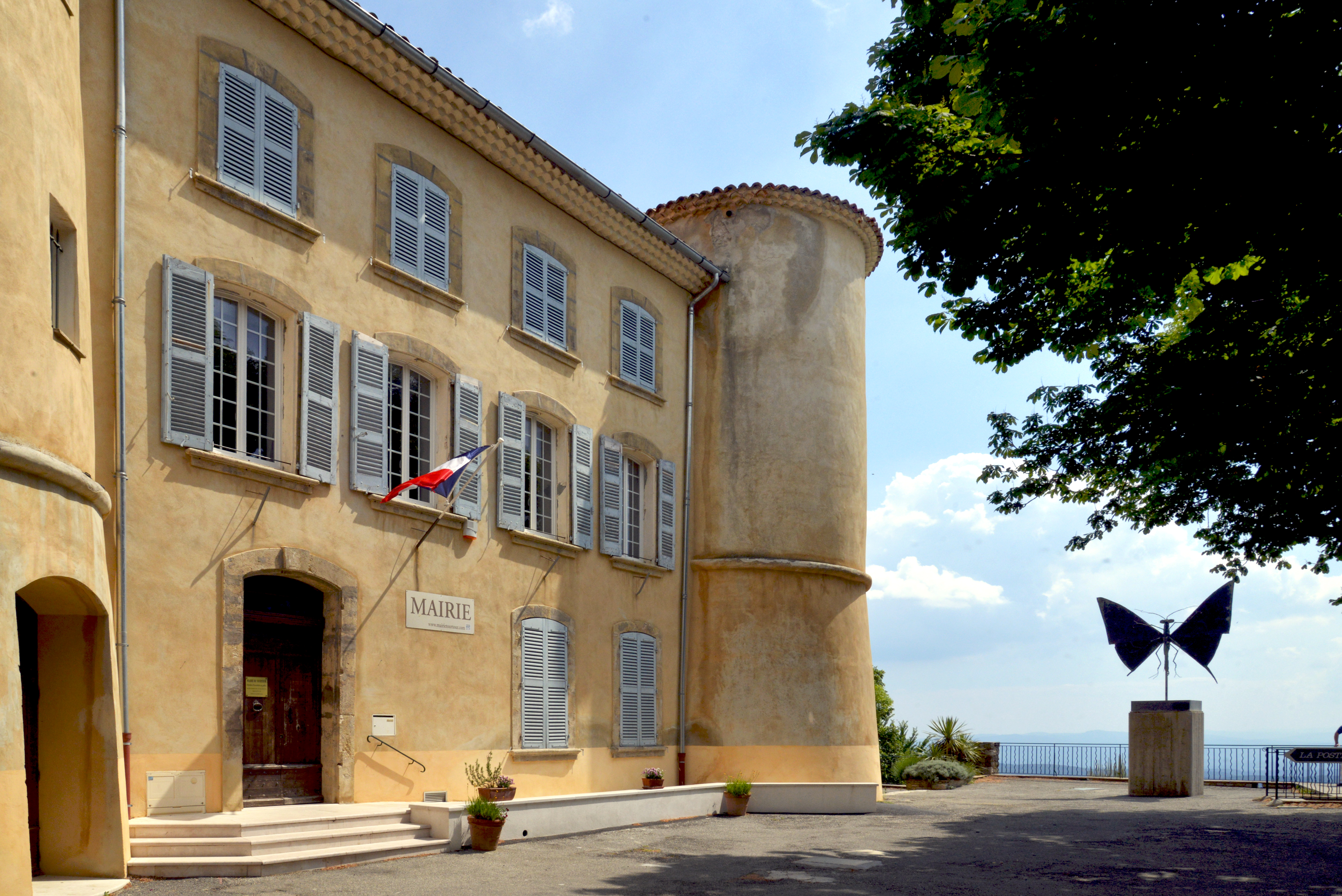
Мэрия
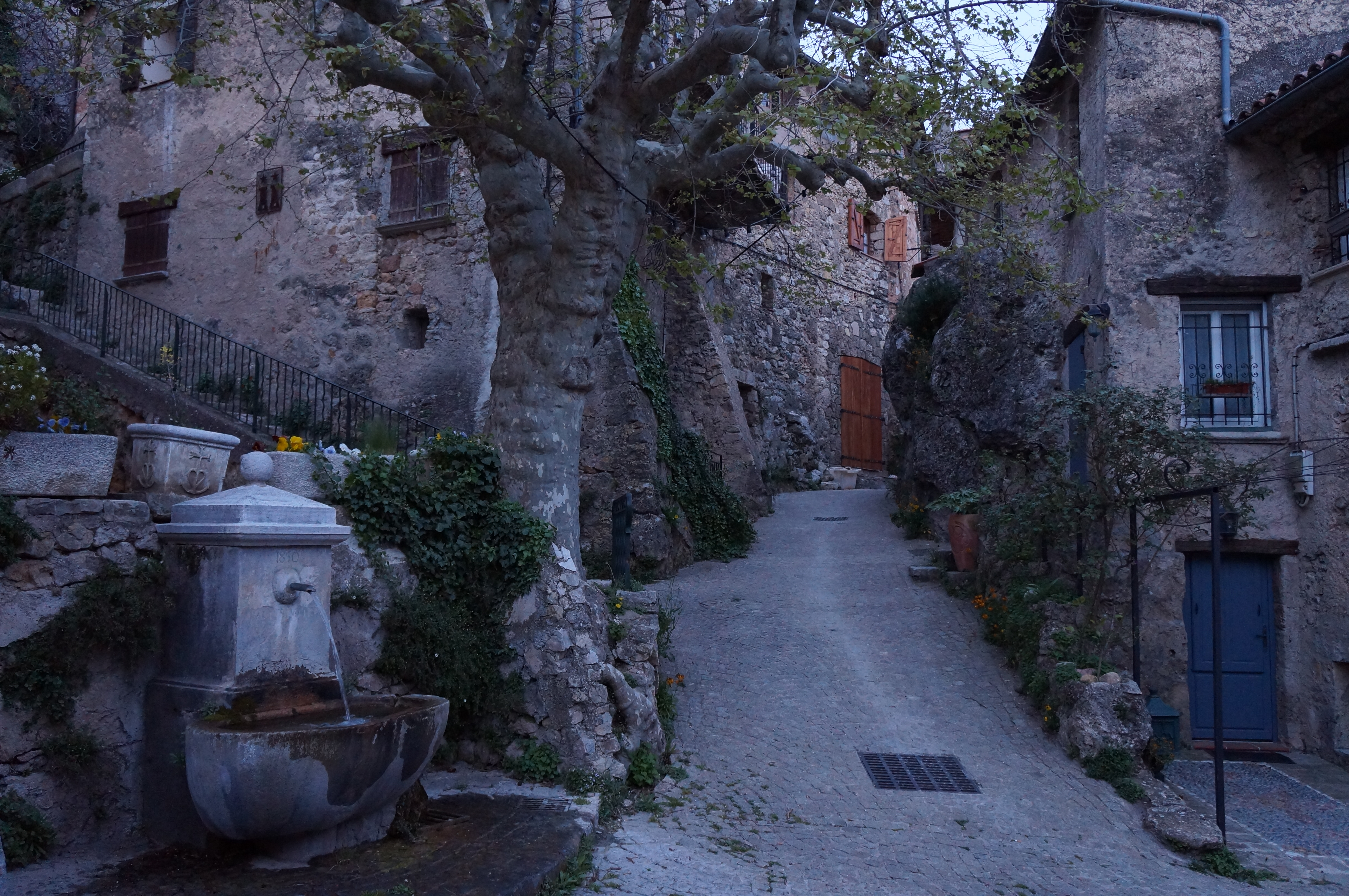
Узкие улочки Туртура
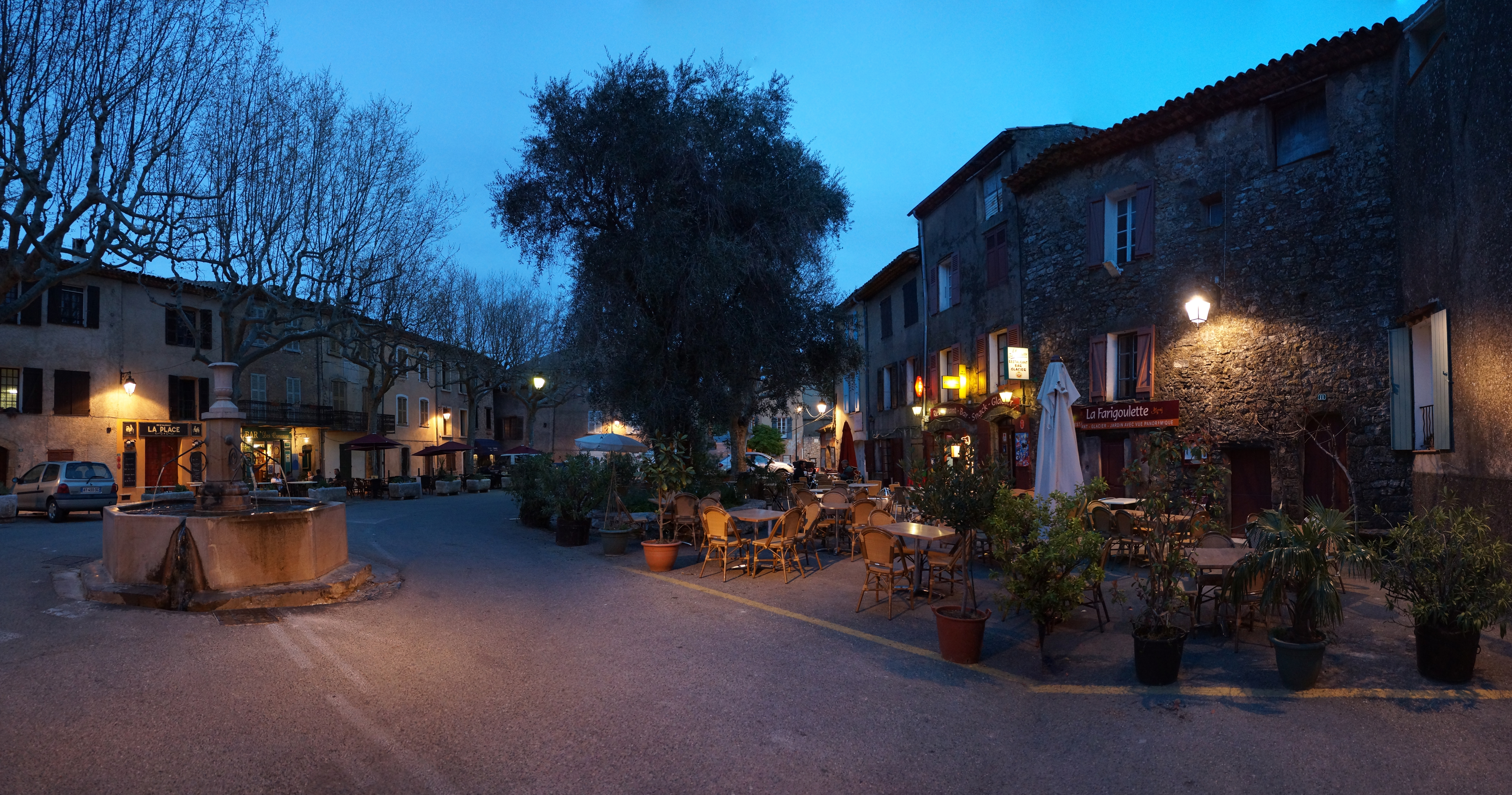
Центральная площадь Туртура ночью
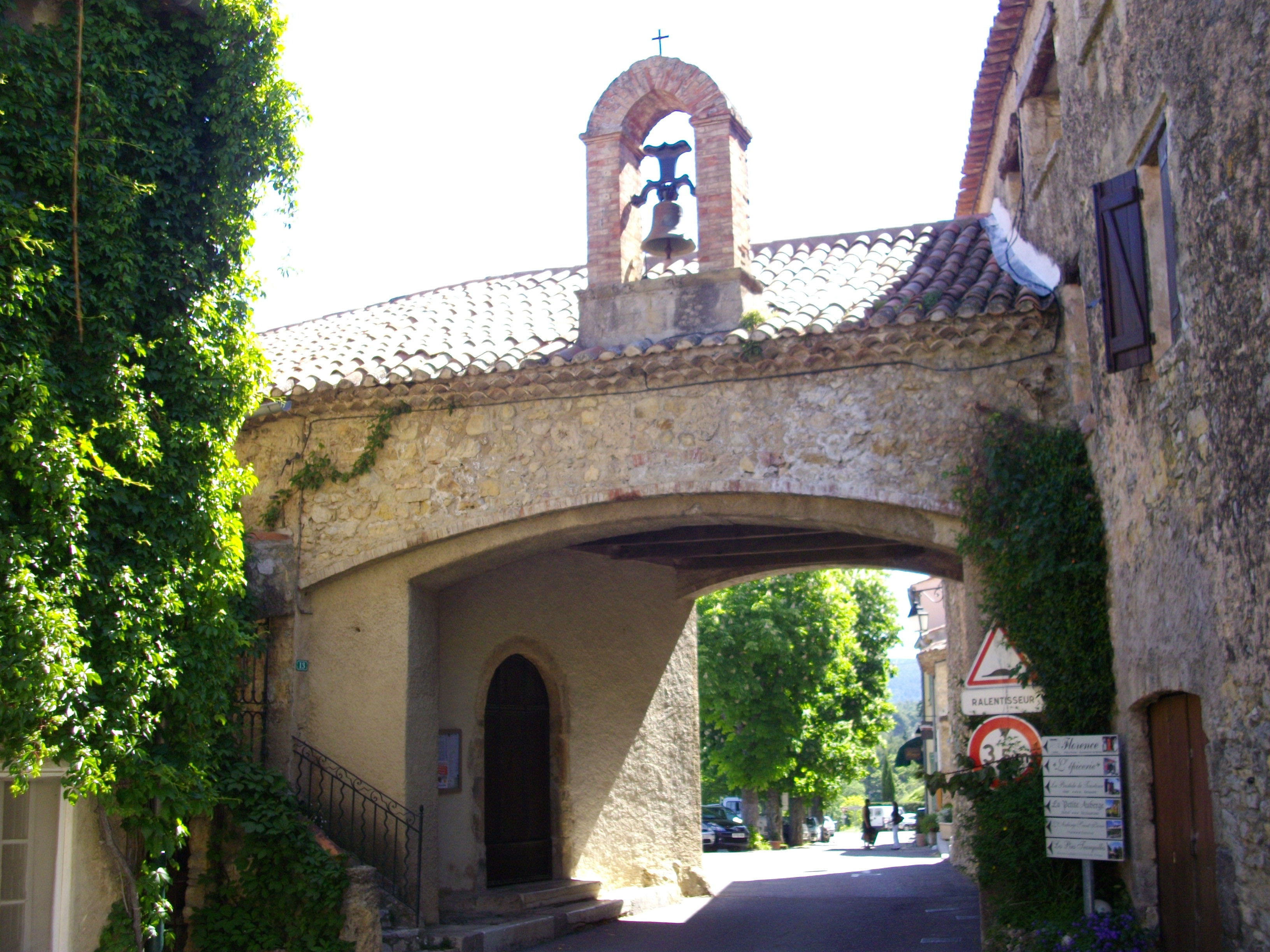
Церковь Святой Троицы у входа в коммуну
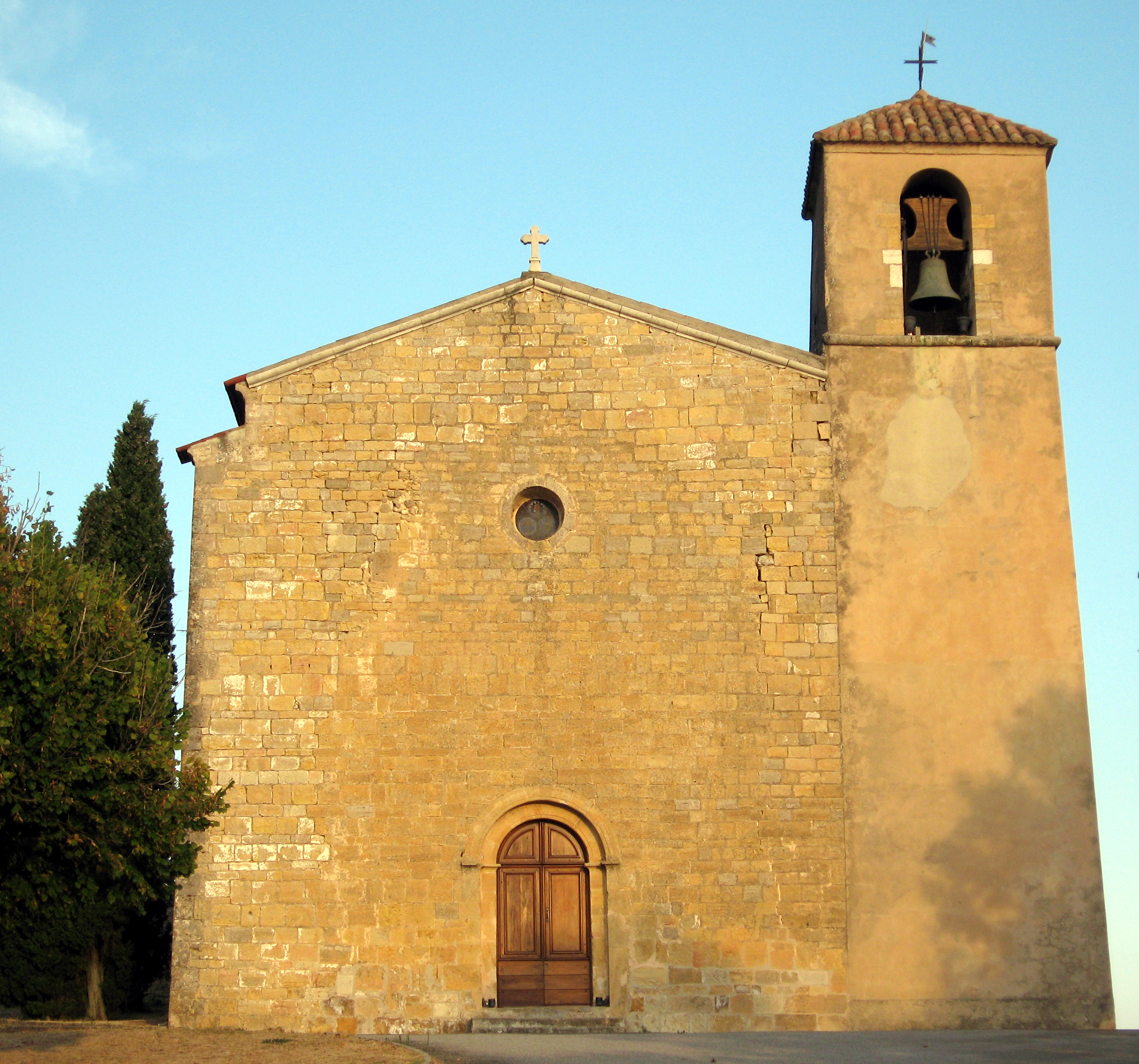
Церковь Сен-Дени
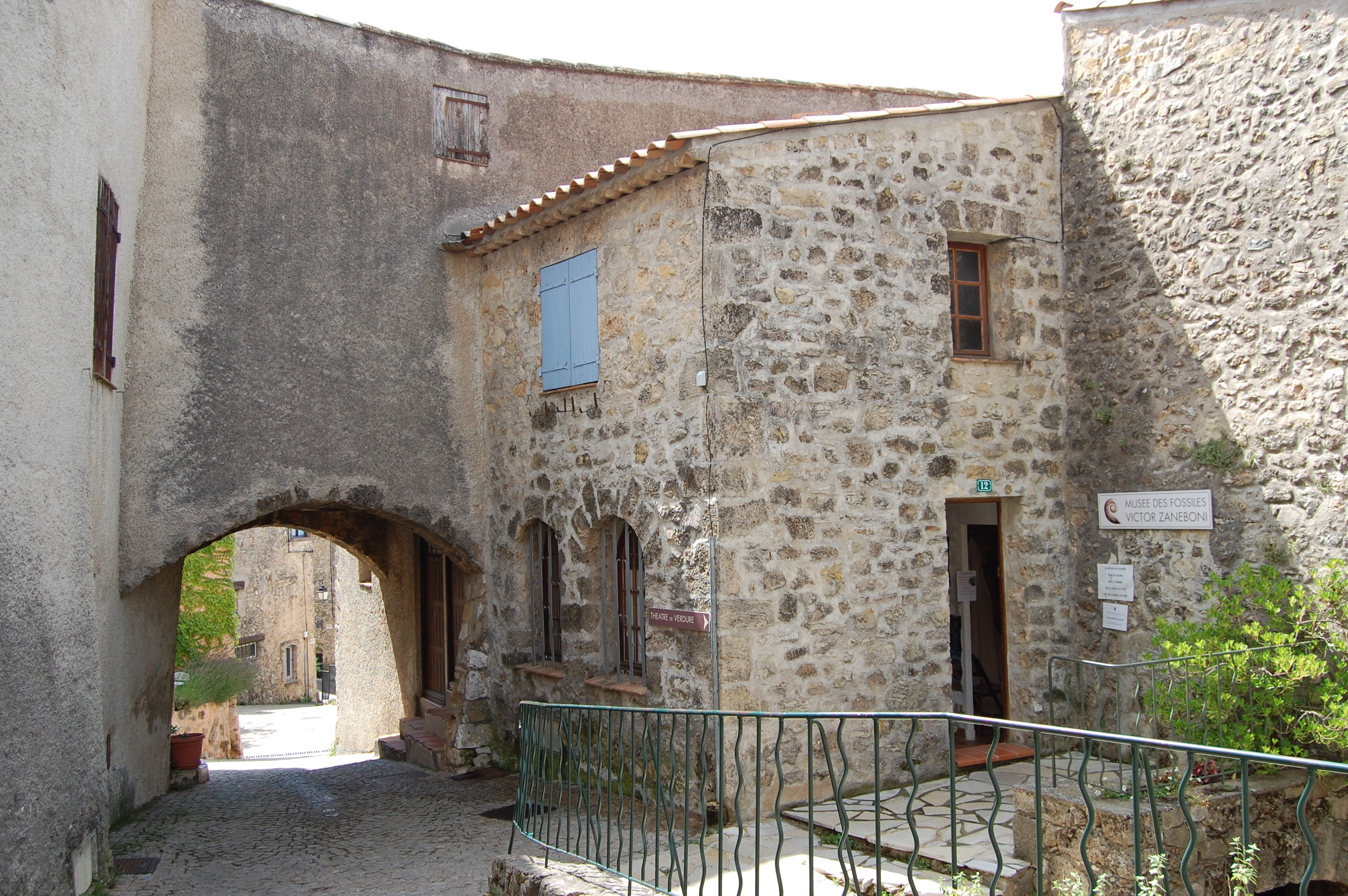
Основанный Виктором Занебони Палеонтологический музей
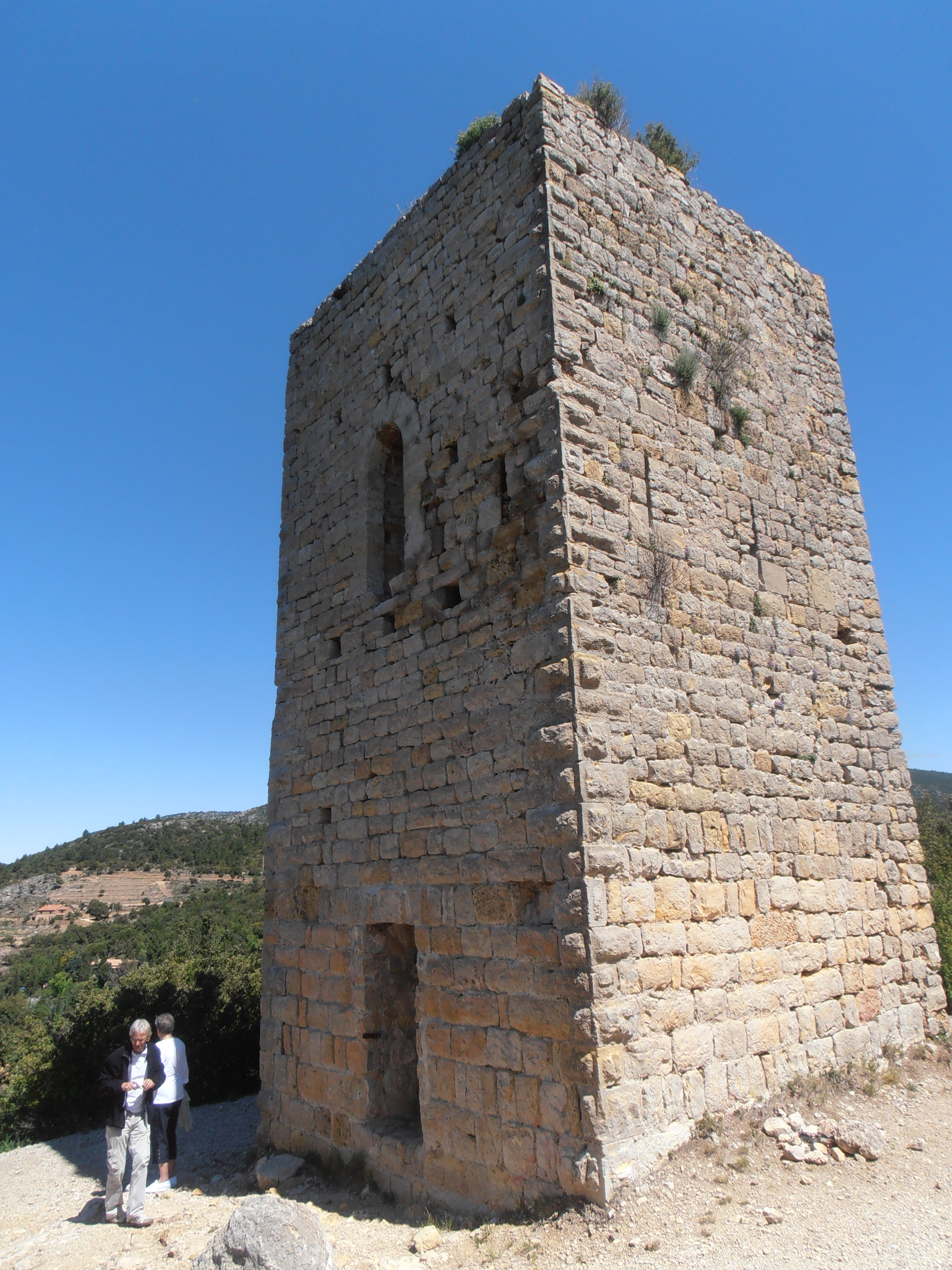
Башня Гримальди
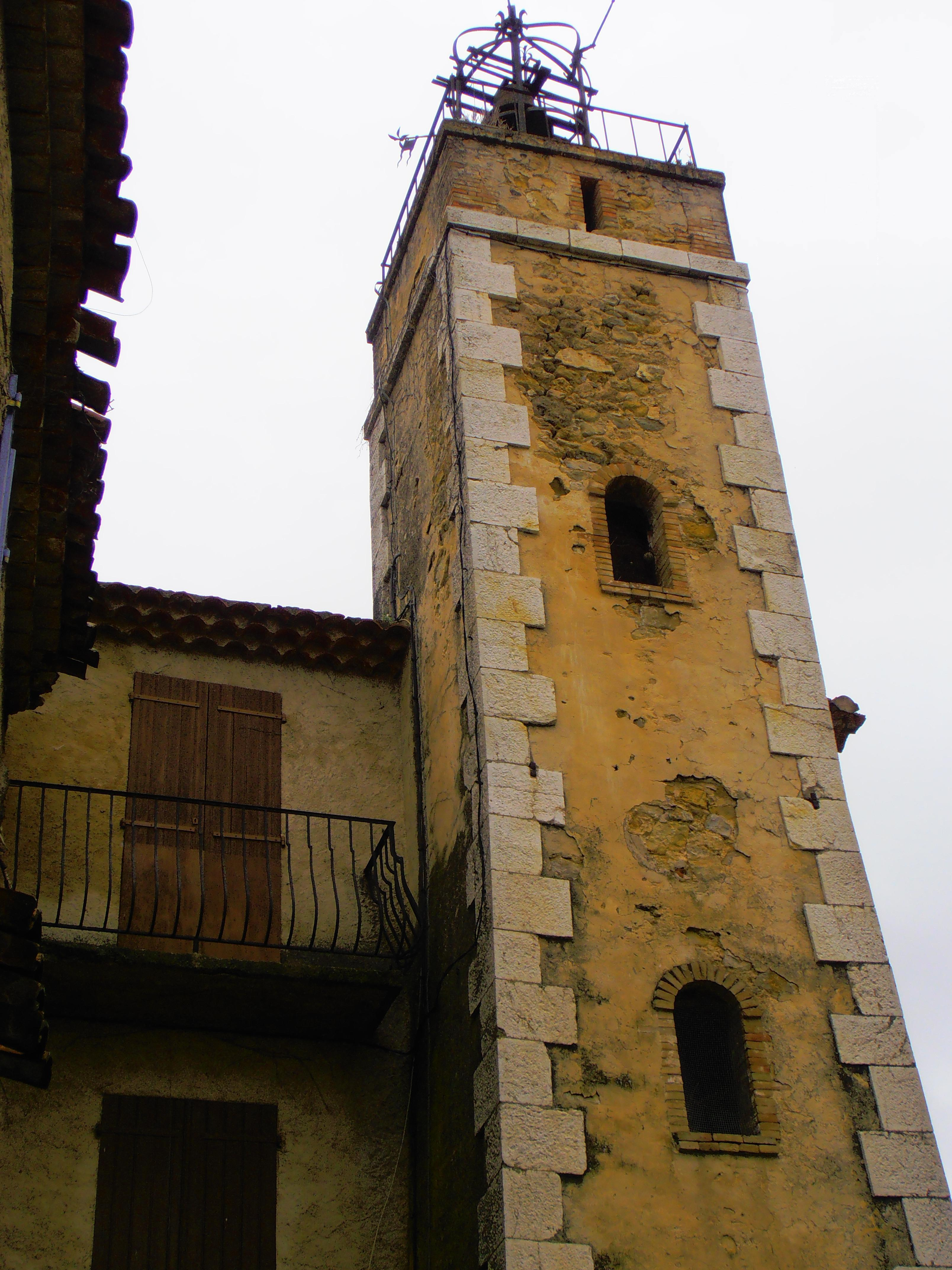
Башня с часами (куранты)